# Creature Commandos
Creature Comandos  é uma série de animação adulta norte-americana criada por James Gunn para o Max, baseada na equipe de mesmo nome da DC Comics. Produzida pela DC Studios e Warner Bros. Animation, é a primeira série animada do DCU. É a primeira série do Capítulo Um: Deuses e Monstros e focará na equipe secreta de monstros criada por Amanda Waller. Todos os sete episódios foram escritos por James Gunn. Em dezembro de 2024, a série foi renovada para uma segunda temporada.

## Sinopse
Seguindo os eventos da primeira temporada de Pacificador (2022), Amanda Waller é impossibilitada de utilizar vidas humanas para suas operações cladestinas, assim como ela fazia com o Esquadrão Suicida, formando assim uma equipe de operações secretas com prisioneiros monstruosos conhecidos como Comando das Criaturas.

## Elenco
- Frank Grillo como Rick Flag Sr.: O líder do Comando das Criaturas e pai do líder do Esquadrão Suicida, Rick Flag Jr.
- Maria Bakalova como Princesa Ilana Rostovic.
- Indira Varma como A Noiva / Lady Frankenstein: Membro do Comando das Criaturas.
- Zoë Chao como Dra. Nina Mazursky: Membro do Comando das Criaturas e uma cientista híbrida anfíbio/humana.
- Alan Tudyk como Doutor Fósforo: Membro do Comando das Criaturas que é permanentemente radioativo.
- David Harbour como Eric Frankenstein: Membro do Comando das Criaturas e o aparente interesse amoroso da Noiva.
- Sean Gunn como
  - Robô Recruta: Membro do Comando das Criaturas e um andróide militar com o propósito de matar nazistas.
  - Doninha: Membro do Creature Commandos e do Esquadrão Suicida. Gunn reprisa o papel de O Esquadrão Suicida e comenta que a história do personagem será explorado na série.
- Steve Agee como John Economos: Um agente da A.R.G.U.S. e assessora de Amanda Waller. Agee reprisa seu papel de O Esquadrão Suicida (2021) e Peacemaker (série de televisão).
- Viola Davis como Amanda Waller: Diretora da A.R.G.U.S., criadora do Comando das Criaturas e da Força-Tarefa X.
- Anya Chalotra como Circe.[2]

## Episódios
| N.º | Título                                                | Dirigido por | Escrito por | Lançamento             |
| --- | ----------------------------------------------------- | ------------ | ----------- | ---------------------- |
| 1 | "The Collywobbles" "Embrulho No Estômago" (BR)        | Matt Peters  | James Gunn  | 5 de dezembro de 2024  |
| Em 2023, a nação de Pokolistão está sob ataque pela feitceira Circe e seus seguidores, Os Filhos de Themyscira. Em resposta, a diretora da A.R.G.U.S., Amanda Waller, encarrega o General Rick Flag Sr. de entrar em Pokolistão para ajudar sua herdeira, a Princesa Ilana Rostovic, a deter Circe. Devido ao Congresso ter encerrado seu programa com a Força-Tarefa X por colocar vidas humanas em risco dois anos antes, ela recruta uma equipe de prisioneiros não humanos da Penitenciária Belle Reve: a Noiva, o Doutor Fósforo, o Robô Recruta, o Doninha e Nina Mazursky; e os codinomeia como "Força-Tarefa M". Após se encontrarem com Rostovic, Flag e a equipe se acomodam no castelo dela, durante o qual a princesa faz avanços em direção a Flag. Mais tarde, naquela noite, Fósforo invade o quarto de Flag para roubar seu detonador remoto, que permite a Flag dar choques elétricos nos outros caso desobedeçam ordens. Flag e Fósforo entram em uma luta, que é vencida pelo primeiro. Enquanto isso, a Noiva, seguida por uma relutante Nina, sai do castelo escondida e vai até seu local de nascimento, uma mansão abandonada. Uma velha que vive nas proximidades avisa Eric Frankenstein sobre a presença da Noiva. |                                                       |              |             |                        |
| 2 | "The Tourmaline Necklace" "O Colar De Turmalina" (BR) | Sam Liu      | James Gunn  | 5 de dezembro de 2024  |
| Em 1831, Eric pede ao seu criador, Dr. Victor Frankenstein, que crie uma noiva para ele a partir de cadáveres femininos. Após realizar com sucesso o pedido, Victor ensina à Noiva como falar e a se desenvolver normalmente, para o desespero de Eric. Apesar de suas investidas, a Noiva permanece temerosa da presença de Eric, o que o leva a fugir. Algum tempo depois, Victor presenteia a Noiva com um colar de turmalina. Os dois se apaixonam e têm relações, algo que Eric testemunha. Eric, então, assassina Victor, o que faz a Noiva atacar Eric. Durante a luta, a mansão de Victor pega fogo, e a Noiva foge. Nos séculos seguintes, Eric persegue a Noiva pelo mundo, apesar de ela rejeitá-lo em todos os encontros. No presente, Rostovic cuida dos ferimentos de Flag e o seduz novamente, levando-os a ter relações. Enquanto isso, a Noiva e Nina procuram o colar na mansão de Victor. No entanto, elas são atacadas por Circe, que foi alertada sobre a presença delas por seus seguidores. A Noiva e Circe lutam, mas esta última vence. Nina entra em contato com Flag pedindo ajuda, mas um dos Filhos atira em seu capacete, quebrando-o e a deixando incapaz de respirar. Os Filhos capturam Nina e a Noiva.     |                                                       |              |             |                        |
| 3 | "Cheers to the Tin Man" "Viva O Homem De Lata" (BR)   | Matt Peters  | James Gunn  | 12 de dezembro de 2024 |
| 4 | "Chasing Squirrels" "Caçando Esquilos" (BR)           | Sam Liu      | James Gunn  | 19 de dezembro de 2024 |
| 5 | "The Iron Pot" "A Panela De Ferro" (BR)               | Matt Peters  | James Gunn  | 26 de dezembro de 2024 |

## Marketing
Uma sessão de making-of e apresentação da animação com as participações do supervisor de produção Rick Morales e o diretor de supervisão Balak Yves durante 2024 Festival de Annecy em Junho.

## Lançamento
Creature Commandos foi lançado no dia 5 de Dezembro de 2024 com dois episódios no serviço de streaming Max, e os outros cinco episódios, foram exibidos semanalmente até o dia 09 de Janeiro de 2025.